# Salle de l'Union
La salle de l'Union (en roumain : Sala Unirii) est un monument historique situé à Alba Iulia en Roumanie.
Construit en 1898-1900, le bâtiment a différents usages  au XXe siècle, mais est principalement connu pour être le lieu où l'union de la Transylvanie et de la Roumanie est conclue le 1er décembre 1918. Il abrite désormais une exposition consacrée à cet événement au sein du musée national de l'Union (ro).

## Histoire
Construit entre 1898 et 1900, le bâtiment sert d'abord de caserne militaire et lieu d'accueil de cérémonies et réceptions de l'armée austro-hongroise,.
Au sortir de la Première Guerre mondiale et à la suite de la dislocation de l'Autriche-Hongrie et de l'Empire russe, plusieurs régions historiques s'unissent au royaume de Roumanie dans ce qui est nommé « la Grande Union » : d'abord la république démocratique moldave le 27 mars 1918 puis la Bucovine le 28 novembre 1918 et enfin la Transylvanie le 1er décembre 1918. Cette dernière union, qui nécessite d'être formalisée, se tient dans le seul lieu d'Alba Iulia pouvant accueillir 1 228 délégués roumains (représentant l'ensemble de la Transylvanie sur les plans géographique, social, professionnel, religieux et politique) : la salle de l'Union. Le moment central de cette réunion est la lecture de la « Résolution de l'Union » par Vasile Goldiș (en) à 12 h, avant son adoption à l'unanimité par la Grande Assemblée nationale d'Alba Iulia (en). Accompagné d'autres documents-clés de l'Union, cette résolution est gravée sur le mur intérieur de la salle,.

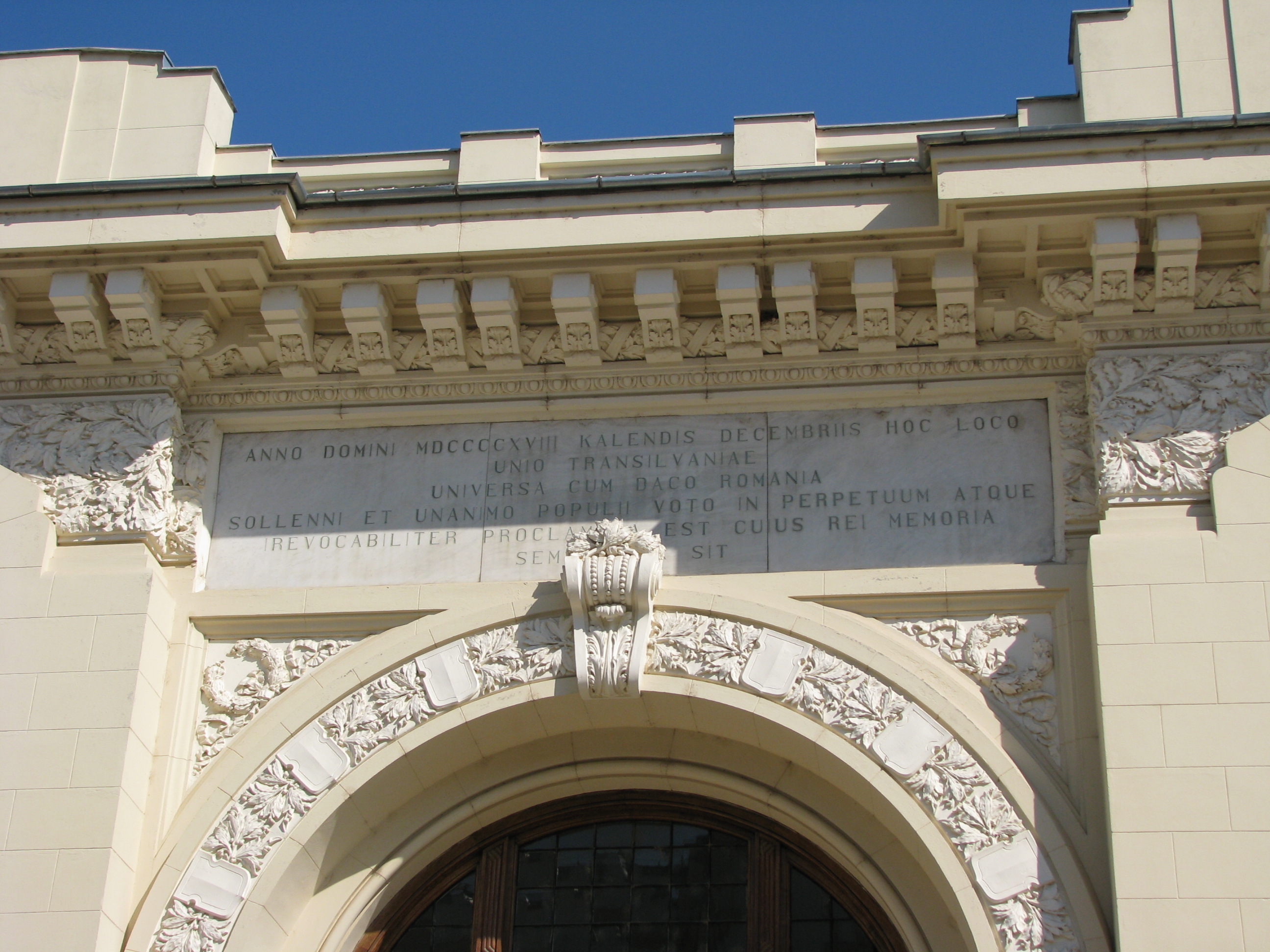
Détail de l'inscription latine à l'entrée.

Après cet événement, la salle est considérablement améliorée afin d'être prête pour le banquet royal ayant suivi le couronnement de Ferdinand Ier et de Marie d'Édimbourg le 15 octobre 1922, : une voûte et un portail en forme d'arc de triomphe sont ajoutés à l'entrée. Sous l'arc, une inscription en latin commémore l'événement du 1er décembre 1918 : Anno Domini MDCCCCXVIII kalendis decembriis, hoc loco Unio Transilvaniae universa cum Daco Romania sollenni et unanimo populii voto in perpetuum atque irevocabiliter proclamaata est cuius rei memoria sempiterna sit (« En l'an du seigneur 1918, le 1er décembre, ici a été proclamée pour toujours et irrévocablement, par un vote solennel et unanime du peuple, l'union entre la Transylvanie et la Daco-Roumanie. Que le souvenir de cet acte soit éternel ».
En 1968, le bâtiment est transformé en espace d'exposition à l'occasion du semi-centenaire de l'union,.

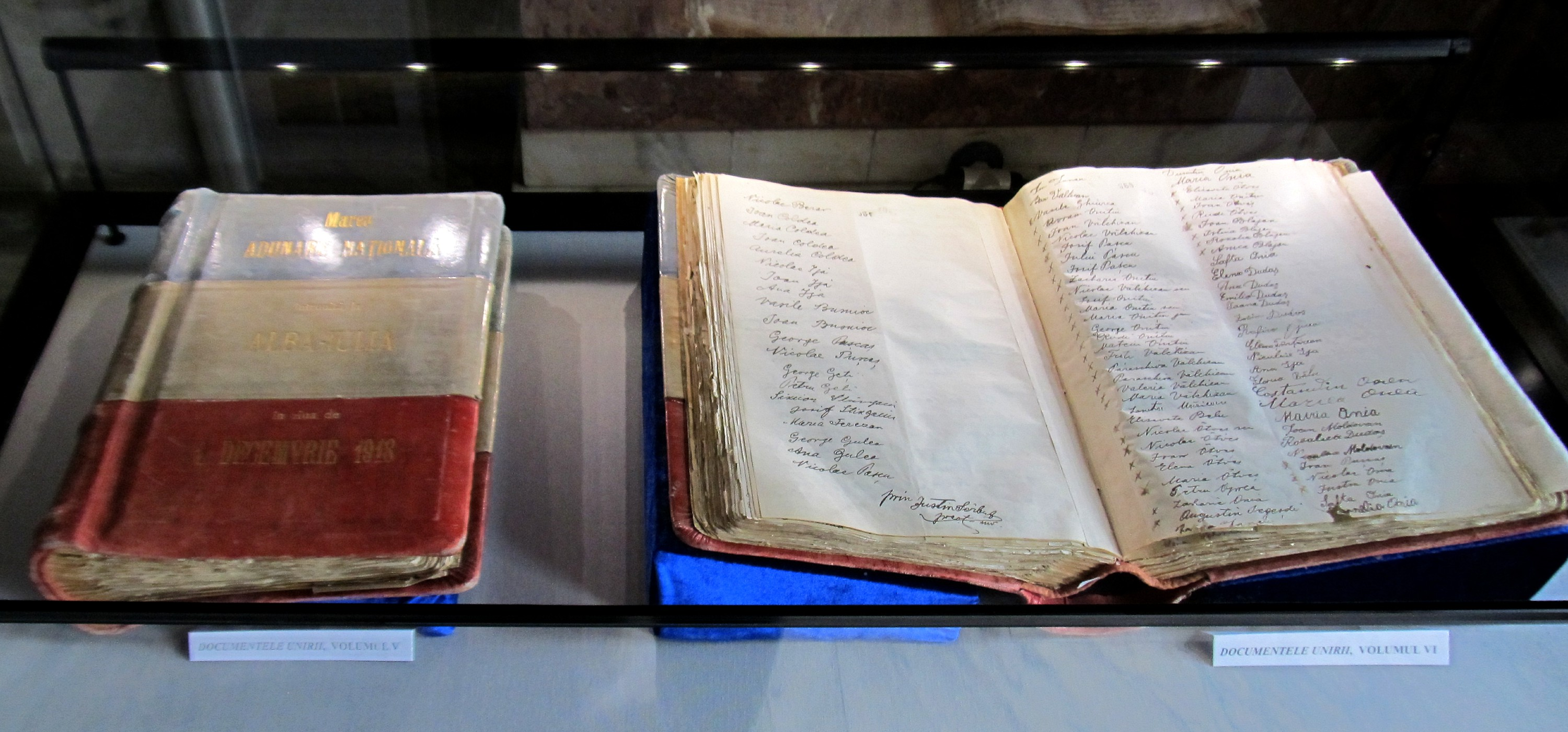
Un des documents exposés dans la salle de l'Union : la liste des délégués ayant participé à la conclusion de l'union.

La salle fait aujourd'hui partie du musée national de l'Union (ro). Le hall central du bâtiment abrite une exposition consacrée à l'année 1918, avec des documents et divers objets liés à l'union (déclaration d'auto-détermination, bureaux, insignes, drapeaux, médailles, appareil photo ayant servi à prendre les cinq photos de l'événement, etc.). Depuis 2018, des expositions temporaires d'artistes roumains se tiennent dans le sous-sol de l'édifice.
Le bâtiment est enregistré sur la liste des monuments historiques roumains (ro) sous le numéro 240 et le code AB-II-m-A-00127.